# Hauptobservatorium der Nationalen Akademie der Wissenschaften der Ukraine

Gebäude

Das Hauptobservatorium der Nationalen Akademie der Wissenschaften der Ukraine (ukrainisch Головна астрономічна обсерваторія НАН України, engl. Main Astronomical Observatory  of the National Academy of Sciences of Ukraine, Mao) ist eine Sternwarte der Ukraine. Sie wurde 1944 auf Initiative des Astronomen und Geophysikers Alexander Jakowlewitsch Orlow (1880–1954) gegründet und gehört zur Nationalen Akademie der Wissenschaften der Ukraine. Seit 1976 ist Jaroslaw Jazkiw Direktor des Observatoriums.
Das Observatorium befindet sich 12 km vom Zentrum Kiews entfernt im Waldgebiet Holossijiw und beherbergt dort eine Reihe kleinerer Instrumente.

AZT-2 Spiegelteleskop mit 70 cm Apertur
Tepfer Doppelastrograph
Zeiss Weitwinkel-Doppelastrograph

Das größte Instrument des Observatoriums ist ein Spiegelteleskop von Carl Zeiss Jena mit 2 Meter Spiegeldurchmesser, welches sich an der astrophysikalischen Außenstelle 
(43° 16′ 30″ N, 42° 29′ 57″ O) am Berg Terskol in 3100 m Höhe in der Nähe des Elbrus-Gipfels im Kaukasus befindet.